# Adro
Adro là một đô thị trong tỉnh tỉnh Brescia thuộc vùng Lombardia, Ý. Đô thị này có diện tích km², dân số người. Các đô thị giáp ranh gồm: Capriolo, Cazzago San Martino, Corte Franca, Erbusco, Iseo (Italie), Palazzolo sull'Oglio, Paratico.